# El informe de Brodie (cuento)
El informe de Brodie es un cuento perteneciente al libro homónimo del escritor argentino Jorge Luis Borges, publicado en 1970. 
Se trata de la crónica de un terrible descubrimiento por parte un misionero escocés que, en una remota selva infestada de hombres monos (apemen), toma contacto con una tribu salvaje. El relato se caracteriza por la relativa sencillez de su prosa, aparentemente debida a una especie de sobriedad adquirida en los años de madurez del escritor. El informe de Brodie fue inspirado por Los viajes de Gulliver, como confesó Borges. 
A lo largo del texto, el cronista va sumergiendo al lector en un terrible mundo que, descrito de modo realista, adquiere un carácter fantástico y siniestro, con ciertas reminiscencias antropológicas y prehistóricas, no exento de juicio político y filosófico. 
El cuento comienza con el testimonio del narrador, que encuentra un manuscrito en inglés, firmado por David Brodie, oriundo de Aberdeen. El narrador procede a la traducción del texto, que constituye la crónica, y su cronista deviene en narrador principal.
David Brodie describe la convivencia en los pantanos con una tribu salvaje, a quienes llama Yahoos. El hombre queda aterrado por las prácticas brutales de la tribu, a la cual atribuye una supuesta degeneración, evidenciada por la pérdida del lenguaje escrito, así como también por la regresión del hábitat de la meseta herbosa hacia los pantanos. El salvajismo de los Yahoos, representado tanto en sus costumbres como en sus creencias religiosas, era tan fuerte que rebasaba los límites del absurdo. 

Profesan, a su modo, la doctrina del Infierno y del Cielo. Ambos son subterráneos. En el infierno, que es claro y seco, morarán los enfermos, los ancianos, los maltratados, los hombres-monos, los árabes y los leopardos; en el cielo, que se figuran pantanoso y oscuro, el rey, la reina, los hechiceros, los que en la tierra han sido felices, duros y sanguinarios.

No obstante, Brodie reconoce el valor de este pueblo que, pese a su barbarie, no carece de instituciones y valores éticos. Los Yahoos no comen en público; se tapan para comer. Brodie llega a adquirir esta costumbre que, en realidad, constituye una prueba sobre el razonamiento de la ética. Según esta idea, en el mundo civilizado ciertas necesidades fisiológicas están permitidas en público, otras no; pero no existe un razonamiento libre de ambigüedades, acerca de lo que se debe o no permitir.
- Datos: Q16560541